# デイドリームネイション
『デイドリームネイション』は、kashmir（カシミール）による漫画作品。『月刊コミックアライブ』（メディアファクトリー）にて2006年8月号より2013年5月号まで連載された。全5巻。
山間の地方小都市「墨凪市」の高校を舞台に、変人揃いな漫画研究部に本物の「神様」が居座ったことから始まる学園コメディ。4コマの『○本の住人』や一話完結の『百合星人ナオコサン』と比べると比較的シュールなギャグや展開は少ないが、面妖なキャラクターが多数往来する点は共通している。

## 主な登場人物

### まんが研究会（漫研）
小岩井 知春（こいわい ちはる）
漫研の2年生。本作の主人公でツッコミ役。巨乳で眼鏡をかけており、長い髪を後ろで一つか二つにまとめている。漫研内では一番の常識人で、個性的な周囲の人物に振り回されているが、漫研の外ではおとなしい優等生を演じている。漫画の技術や執筆意欲はあるが自信に欠ける面がある。
荻野 夏穂（おぎの かほ）
漫研の2年生。知春とは幼馴染。ショートカットでつり目、スレンダーな体型。陸上部との掛け持ち。子供っぽく自由奔放な性格で、勉強や陸上の能力はあるが飽きっぽい。漫画はもっぱら読む専門。幽霊や妖怪の類は苦手。
白景（はっけい）さん
学校の裏山（白景山）の守り神。かみさまとも呼ばれることがある。10年前、知春と夏穂に助けられた恩返しをするために漫研を訪れたが、漫画好きのため漫研に居座り続けている。普段は銀髪の青年、もしくは白いカエルに化身しているが、力が消耗しているときは幼児化する。普段はメイド服や和服を着ているが、全裸になることもある。老成した喋り方だが、物事を考えて発言することはなく、漫画から得た知識からいい加減なことを口にする。
黒坂 冬彦（くろさか ふゆひこ）
漫研の1年生。エロ本好きで、白景山で毎日ゴミ拾いという名のエロ本探しをしている。しょっちゅう夏穂のパシリにされている。
雫石 秋音（しずくいし あきね）
漫研の3年生で部長。幼女好きで、言動のすべてが幼女愛好に向けられている。普段は陰気で不気味な風貌だが、幼女に関係することがあると爽やかな好青年に豹変する。
久遠寺 刹那（くおんじ せつな）
美大1年の漫研OG。見た目は美人だが、中身はエロ好きの変態。女性、特に知春に対してのセクハラ常習犯で、クラスメイトには同性でなければ訴えていたと言われたこともある。また、誰に対しても見境なく変態発言を行う。
桐原 紗英（きりはら さえ）
途中から漫研に入部した1年生。入部しようとしてなかなか入部できずにいたが、夏休みの終わりに入部することができた。知春と夏穂に憧れているが、漫研を「お二人の園」と表現したり、二人をモデルにした百合漫画を描くなど、現実とかけ離れたイメージを持っていた。

### その他の登場人物
ユミコ
知春と夏穂の友人。園芸部所属。第1話から魔法で気絶するなど漫研メンバーの被害に遭うことが多い。
近藤（こんどう）
電脳研の部員でエロゲーマー。
竹井（たけい）
知春と夏穂の担任の先生。10年前は生徒会の副会長をやっていた。
倉田 千澄（くらた ちすみ）
陸上部の夏穂の後輩。百合属性を持ち、夏穂に好意を抱いている。特に匂いに執着しており、どんなかすかな匂いでも察知しどこからともなく現れる。
演劇部
部員は三人。文化部としては1,2を争うほど肉体的にハードなので慢性的な部員不足に陥っており、そのため白景さんを勧誘しようとしている。
一景（いっけい）さん
墨凪市の南にそびえる一景山の守り神で、白景さんの弟。幼い少年のような外見で、長い三つ編みが特徴。本来の姿は白いヘビである。発想は幼く、過去には地域発展のために遊園地のようなものを建設しようとしたことがある。今は町の発展のためとして同人イベントを起こしたり、春菜の喫茶店を盛り立てようとしているが、実際は東京で仕事をしている葉子を引き止めておきたいというのが本音。
清水 葉子（しみず ようこ）
人気ラノベ絵師で、刹那の中学時代の同級生。行き倒れた白いヘビを助けたことで一景さんの巫女となった。現在は東京で暮らしている。
早川 亜希（はやかわ あき）
同人即売会で漫研の隣にBLサークルを出店していた女性。春菜の幼馴染で、10年前は千春たちの高校の生徒会で書記をしていた。
森野 春菜（もりの はるな）
喫茶店「ぽえむの森」のマスター。26歳。酒で体を壊した父に代わって店を切り盛りしているが、自らも酒好きで仕事中でも構わず酒を飲んでは酔っぱらっている。父が白景山のふもとにある神社の神主も兼ねていたので、白景さんや一景さんのことを知っている。10年前は生徒会長をしており、クラブを生徒会許可制にして色々な部を増やした張本人である。また、工事によって部室が減り、文化祭での活動内容によって部室が持てるかどうかが決まるという噂を流し、クラブに本腰を入れさせて文化祭を盛り上げたため、生徒会では伝説の生徒会長と呼ばれている。
三木 かなめ（みき かなめ）
生徒会の副会長。まじめな委員長気質だが、コスプレに興味を持ち始めている。
一ノ瀬（いちのせ）
生徒会長。かなめをからかって遊んでいる。会長になったからには暗躍したいと意気込みを見せる。

## 単行本
- kashmir『デイドリームネイション』メディアファクトリー、全5巻
  1. 2007年12月22日発売 ISBN 978-4-8401-1980-1
  2. 2009年2月23日発売 ISBN 978-4-8401-2534-5
  3. 2011年1月22日発売 ISBN 978-4-8401-3738-6
  4. 2012年3月23日発売 ISBN 978-4-8401-4435-3
  5. 2013年4月23日発売 ISBN 978-4-8401-5026-2